# Гиффорд, Барри
Барри Гиффорд (англ. Barry Gifford; родился 18 октября 1946 года, Чикаго) — американский писатель, поэт и киносценарист.

## Биография
Наибольшую известность он получил за свою серию романов о Сэйлоре и Лоле. По первой книге из серии, «Дикие сердцем», в 1990 году Дэвидом Линчем был снят фильм с таким же названием. Гиффорд также написал сценарий для фильма Шоссе в никуда (в соавторстве с Линчем). Большинство работ Гиффорда носит документальный характер.